# Клевецк
Клевецк (укр. Клевецьк) — село в Ковельской городской общине Ковельского района Волынской области Украины.
До 2020 года входило в Турийский район.
Код КОАТУУ — 0725585603. Население по переписи 2001 года составляет 70 человек. Почтовый индекс — 44822. Телефонный код — 3363. Занимает площадь 1,086 км².